# 賴比瑞亞國家奧林匹克委員會
利比里亞國家奧林匹克委員會（Liberia National Olympic Committee）是利比里亞的國家奧林匹克委員會。該組織成立於1954年，是國際奧委會和非洲國家奧林匹克委員會聯合會的成員。1956年，首次派員參加在澳洲墨爾本舉行的夏季奧運會。
現時，利比里亞國家奧林匹克委員會的總部設在首都蒙羅維亞，主席是Mr Philipbert S. Browne。

## 資料來源
1. ↑  .   [2014-04-17]. （原始内容存档于2008-11-19）.